# حكي رشيد
حگ‍ي رشيد أو حقي رشيد هو تل، في قضاء السلمان في محافظة المثنى، بالبادية العراقية جنوب العراق، قال غلوب باشا "كنا نطير فوق صحراء الحجرة ثم فوق أول خط للمنحدرات الصخرية الذي يُسمى حُقي رشيد، والثاني البطن.".